# Ейдриън Смит
Ейдриън Фредерик Смит (англ. Adrian Frederick Smith) е китарист и текстописец в хевиметъл групата Iron Maiden. Роден е на 27 февруари 1957 г., в Лондон, Англия.
Той се присъединява към групата през 1980 г., за записите на албума „Killers“, на мястото на Денис Стратън. Ейдриън започва да пише текстове за албума „The Number of the Beast“ (1982) и оттогава е един от основните текстописци в групата. Смит и Дейв Мъри въвеждат използването на две соло китари, станало запазена марка на групата.
Смит напуска Iron Maiden през 1990 г., тъй като е разочарован от връщането на групата към по-традиционното звучене от първите албуми. За следващия албум на групата – „No Prayer for the Dying“ (1990), е заменен от Яник Герс.
През 1999 г. Ейдриън се присъединява отново към групата, първоначално само за турнето, в подкрепа на видеоигра с участието на талисмана на Maiden – Еди, а след това и за постоянно.
През годините, през които не свири в Iron Maiden Смит взема участие в два от соловите албуми на Брус Дикинсън и сформира прогресив рок групата Psycho Motel. Прогресив влиянието, което внася в Iron Maiden след завръщането си в групата се усеща в последните три албума – „Brave New World“ (2000), „Dance of Death“ (2003) и „A Matter of Life and Death“ (2006).
През свободното си време китаристът обича да лови риба.